# Équipe du Zimbabwe de football à la Coupe d'Afrique des nations 2019
L’équipe du Zimbabwe de football participe à la coupe d'Afrique des nations 2019 organisée en Égypte du 21 juin au 19 juillet 2019. Emmenés par le sélectionneur Sunday Chidzambwa, les Warriors sont éliminés au premier tour, après deux défaites et un match nul.

## Qualifications
Le Zimbabwe est placé dans le groupe G des qualifications qui se déroulent du 9 juin 2017 au 24 mars 2019. Il obtient sa qualification lors de la dernière journée.

### Résultats
| Rang | Équipe   | Pts | J | G | N | P | Bp | Bc | Diff |  | Résultats (▼ dom., ► ext.) |     |     |     |     |
| ---- | -------- | --- | - | - | - | - | -- | -- | ---- |  | -------------------------- | --- | --- | --- | --- |
| 1    | Zimbabwe | 11  | 6 | 3 | 2 | 1 | 9  | 4  | +5   |  | Zimbabwe                   |     | 1-1 | 3-0 | 2-0 |
| 2    | RD Congo | 9   | 6 | 2 | 3 | 1 | 8  | 6  | +2   |  | RD Congo                   | 1-2 |     | 1-0 | 3-1 |
| 3    | Liberia  | 7   | 6 | 2 | 1 | 3 | 5  | 9  | -4   |  | Liberia                    | 1-0 | 1-1 |     | 2-1 |
| 4    | Congo    | 5   | 6 | 1 | 2 | 3 | 7  | 10 | -3   |  | Congo                      | 1-1 | 1-1 | 3-1 |     |

| 11 juin 2017 | Zimbabwe           | 3 - 0 | Liberia |                                                         |                                                         |
| 15h00 UTC+2  | Musona 23e 49e 62e | (1-0) |         | National Sports Stadium, Harare Arbitrage : Alex Muhabi | National Sports Stadium, Harare Arbitrage : Alex Muhabi |
| 15h00 UTC+2  | Rapport            |       |         | National Sports Stadium, Harare Arbitrage : Alex Muhabi | National Sports Stadium, Harare Arbitrage : Alex Muhabi |

| 9 septembre 2018 | Congo       | 1 - 1 | Zimbabwe    |                                                                     |                                                                     |
| 15h30 (UTC+1)    | Bifouma 50e | (0-1) | 22e Billiat | Stade Alphonse-Massamba-Débat, Brazzaville Arbitrage : Victor Gomes | Stade Alphonse-Massamba-Débat, Brazzaville Arbitrage : Victor Gomes |
| 15h30 (UTC+1)    | Rapport     |       |             | Stade Alphonse-Massamba-Débat, Brazzaville Arbitrage : Victor Gomes | Stade Alphonse-Massamba-Débat, Brazzaville Arbitrage : Victor Gomes |

| 13 octobre 2018 | RD Congo      | 1 - 2 | Zimbabwe                    |                                                        |                                                        |
| 18h30 (UTC+1)   | Bolasie 90+2e | (0-1) | 21e Pfumbidzai · 68e Musona | Stade des Martyrs, Kinshasa Arbitrage : Rédouane Jiyed | Stade des Martyrs, Kinshasa Arbitrage : Rédouane Jiyed |
| 18h30 (UTC+1)   | Rapport       |       |                             | Stade des Martyrs, Kinshasa Arbitrage : Rédouane Jiyed | Stade des Martyrs, Kinshasa Arbitrage : Rédouane Jiyed |

| 16 octobre 2018 | Zimbabwe   | 1 - 1 | RD Congo         |                                                          |                                                          |
|                 | Billiat 2e | (1-1) | 24e (csc) Hadebe | National Sports Stadium, Harare Arbitrage : Gehad Grisha | National Sports Stadium, Harare Arbitrage : Gehad Grisha |
|                 | Rapport    |       |                  | National Sports Stadium, Harare Arbitrage : Gehad Grisha | National Sports Stadium, Harare Arbitrage : Gehad Grisha |

| 18 novembre 2018 | Liberia   | 1 - 0 | Zimbabwe |                                                                        |                                                                        |
|                  | Jebor 72e | (0-0) |          | Samuel Kanyon Doe Sports Complex, Monrovia Arbitrage : Maguette Ndiaye | Samuel Kanyon Doe Sports Complex, Monrovia Arbitrage : Maguette Ndiaye |
|                  | Rapport   |       |          | Samuel Kanyon Doe Sports Complex, Monrovia Arbitrage : Maguette Ndiaye | Samuel Kanyon Doe Sports Complex, Monrovia Arbitrage : Maguette Ndiaye |

| 24 mars 2019 | Zimbabwe                 | 2 - 0 | Congo |                                                                      |                                                                      |
|              | Billiat 20e · Musona 36e | (2-0) |       | National Sports Stadium, Harare Arbitrage : El Fadil Mohamed Hussein | National Sports Stadium, Harare Arbitrage : El Fadil Mohamed Hussein |
|              | Rapport                  |       |       | National Sports Stadium, Harare Arbitrage : El Fadil Mohamed Hussein | National Sports Stadium, Harare Arbitrage : El Fadil Mohamed Hussein |

### Statistiques

#### Buteurs
| Buts | Joueurs           |
| ---- | ----------------- |
| 5    | Knowledge Musona  |
| 3    | Khama Billiat     |
| 1    | Ronald Pfumbidzai |

## Préparation
En guise de préparation, le Zimbabwe participe à la coupe COSAFA 2019 qui se déroule du 25 mai au 8 juin en Afrique du Sud.  Les Warriors terminent à la troisième place. Le 8 juin, une partie des joueurs pré-sélectionnés participent à un match amical face au Nigeria (0-0).
Le 16 juin, les Warriors disputent leur dernier match amical et obtiennent le nul face à la Tanzanie (1-1).
La fin de la préparation est marquée par un désaccord au sujet des primes, les joueurs menaçant de faire grève. Le problème est finalement résolu quelques heures avant le match d'ouverture face à  l'Égypte.
| 8 juin 2019 | Nigeria | 0 - 0 | Zimbabwe |                              |                              |
|             |         | (0-0) |          | Stephen Keshi Stadium, Asaba | Stephen Keshi Stadium, Asaba |

| 16 juin 2019 | Tanzanie | 1 - 1 | Zimbabwe |                                     |                                     |
|              | Samatta  | (0-1) | Mutizwa  | El Sekka El Hadid Stadium, Le Caire | El Sekka El Hadid Stadium, Le Caire |

## Compétition

### Tirage au sort
Le tirage au sort de la CAN se déroule 12 avril 2019 au Caire, face au Sphinx et aux Pyramides. Le Zimbabwe est placé dans le chapeau 4 en raison de son classement FIFA.
Le tirage au sort donne alors comme adversaires des Warriors, l'Égypte (chapeau 1, pays hôte et 57e au classement FIFA), la RD Congo (chapeau 2, 46e) et l'Ouganda (chapeau 3, 79e) dans le groupe A.

### Effectif
Le sélectionneur Sunday Chidzambwa annonce la liste des 23 joueurs retenus le 11 juin.

### Premier tour
| Rang | Équipe   | Pts | J | G | N | P | Bp | Bc | Diff |  | Résultats (▼ dom., ► ext.) |     |     |     |     |
| ---- | -------- | --- | - | - | - | - | -- | -- | ---- |  | -------------------------- | --- | --- | --- | --- |
| 1    | Égypte   | 9   | 3 | 3 | 0 | 0 | 5  | 0  | +5   |  | Égypte                     |     | 2-0 | 2-0 | 1-0 |
| 2    | Ouganda  | 4   | 3 | 1 | 1 | 1 | 3  | 3  | 0    |  | Ouganda                    | 0-2 |     | 2-0 | 1-1 |
| 3    | RD Congo | 3   | 3 | 1 | 0 | 2 | 4  | 4  | 0    |  | RD Congo                   | 0-2 | 0-2 |     | 4-0 |
| 4    | Zimbabwe | 1   | 3 | 0 | 1 | 2 | 1  | 6  | -5   |  | Zimbabwe                   | 0-1 | 1-1 | 0-4 |     |

     Équipe qualifiée ou victorieuse; Pts = points; J = joués; G = gagnés; N = nuls; P = perdus;
Bp = buts pour; Bc = buts contre; Diff = différence de buts
| 21 juin 2019 | Égypte        | 1 - 0   | Zimbabwe      | Stade international du Caire, Le Caire       |                                              |
| 22h00 CAT    | Trezeguet 41e | (1-0)   |               | Spectateurs : 73 299 Arbitrage : Sidi Alioum | Spectateurs : 73 299 Arbitrage : Sidi Alioum |
| 22h00 CAT    |               | Rapport | 88e Chawapiwa | Spectateurs : 73 299 Arbitrage : Sidi Alioum | Spectateurs : 73 299 Arbitrage : Sidi Alioum |

| 26 juin 2019 | Ouganda   | 1 - 1   | Zimbabwe    | Stade international du Caire, Le Caire              |                                                     |
| 19h00 CAT    | Okwi 12e  | (1 - 1) | 40e Billiat | Spectateurs : 73 589 Arbitrage : Eric Otogo-Castane | Spectateurs : 73 589 Arbitrage : Eric Otogo-Castane |
| 19h00 CAT    | Aucho 88e | Rapport |             | Spectateurs : 73 589 Arbitrage : Eric Otogo-Castane | Spectateurs : 73 589 Arbitrage : Eric Otogo-Castane |

| 30 juin 2019 | Zimbabwe      | 0 - 4   | RD Congo                                               | Stade du 30 Juin, Le Caire                       |                                                  |
| 21h00 CAT    |               | (0 - 2) | 4e Bolingi · 34e 65e (pen.) Bakambu · 78e Assombalonga | Spectateurs : 4 364 Arbitrage : Mustapha Ghorbal | Spectateurs : 4 364 Arbitrage : Mustapha Ghorbal |
| 21h00 CAT    | Chipezeze 64e | Rapport | Mbemba 59e · Moke 61e · Mpeko 70e                      | Spectateurs : 4 364 Arbitrage : Mustapha Ghorbal | Spectateurs : 4 364 Arbitrage : Mustapha Ghorbal |